# Henri Dejvid Toro
Henri Dejvid Toro (engl. Henry David Thoreau; 12. jul 1817 — 6. maj 1862; pravo ime Dejvid Henri Toro) bio је američki prirodnjak, esejista, pesnik i filozof.
Vodeći transcendentalista, najpoznatiji je po knjizi „Valden“, razmišljanju o jednostavnom životu u prirodnom okruženju, i eseju „Građanska neposlušnost“ (prvobitno objavljen kao „Otpor građanskoj vlasti“), argumentu za neposlušnost nepravedna država.
Torove knjige, članci, eseji, časopisi i Toro poezija iznose više od 20 svezaka. Među njegovim trajnim doprinosima su njegovi spisi o prirodnoj istoriji i filozofiji, u kojima je predvideo metode i nalaze ekologije i istorije životne sredine, dva izvora modernog ekološkog okruženja. Njegov književni stil isprepliće pažljivo posmatranje prirode, ličnog iskustva, istaknute retorike, simboličkih značenja i istorijskog umotvorine, dok pokazuje poetski senzibilitet, filozofsku strogost i pažnju na praktične detalje. Takođe je bio duboko zainteresovan za ideju preživljavanja suočenih sa neprijateljskim elementima, istorijskim promenama i prirodnim propadanjem; istovremeno se zalagao za napuštanje otpada i iluzija kako bi se otkrile istinske suštinske životne potrebe.
Toro je bio doživotni abolicionista, držeći predavanja koja su napadala Zakon o odbeglom robu, hvaleći pisanja Vendel Filipsa i braneći abolicionistu Džona Brauna. Torova filozofija građanske neposlušnosti kasnije je uticala na političke misli i postupke takvih značajnih ličnosti kao što su Lav Tolstoj, Mahatma Gandi i Martin Luter King mlađi.
On se ponekad naziva anarhistom. U „Građanskoj neposlušnosti“, Toro je napisao: „Srdačno prihvatam moto :„Vlada je najbolja ako najmanje upravlja“ i voleo bih da vidim da se postupa brže i sistematičnije". Izvedeno, konačno iznosi ovo, što takođe verujem - „Vlada je najbolja ako uopšte ne upravlja;“ a kada se ljudi za to pripreme, to će biti ona vrsta vlade koju će oni imati. [...] Tražim, ne odjednom nijednu vladu, već odjednom bolju vladu.“

## Biografija
Jedan od najpoznatijih američkih pisaca, Henri Dejvid Toro zapamćen je po svojim filozofskim i naturalističkim spisima. Rođen je i odrastao u Konkordu u državi Masačusets, zajedno sa starijom braćom i sestrama Džonom i Helenom i mlađom sestrom Sofijom. Njegov otac je upravljao lokalnom fabrikom olovaka, a majka je iznajmljivala delove porodičnog doma konobarima.
Kao pametan student, Toro je na kraju otišao na Harvard College (danas Harvard Univerzitet). Tamo je učio grčki i latinski kao i nemački. Prema nekim izveštajima, Toro je neko vreme morao da predahne od školovanja zbog bolesti. Diplomirao je na fakultetu 1837. godine i borio se s tim šta dalje. U to vreme, obrazovan čovek poput Toroa mogao bi da se bavi pravom ili medicinom ili crkvom. Ostali diplomci su se upisali u obrazovanje, putem koji je on kratko sledio. Sa svojim bratom Džonom osnovao je školu 1838. godine. Poduhvat je propao nekoliko godina kasnije nakon što se Džon razboleo. Toro je zatim jedno vreme otišao da radi kod oca.
Posle koledža, Toro se sprijateljio sa piscem i kolegom iz Konkorda Ralfom Valdom Emersonom. Kroz Emersona je postao izložen transcendentalizmu, školi mišljenja koja je isticala važnost empirijskog mišljenja i duhovnih pitanja nad fizičkim svetom. Podstaklo je naučno istraživanje i posmatranje. Toro je upoznao mnoge vodeće ličnosti pokreta, uključujući Bronson Alkot i Margaret Fuler.
Emerson je delovao kao mentor Torou i podržavao ga na mnogo načina. Jedno vreme je Toro živeo sa Emersonom kao domar njegovog doma. Emerson je takođe koristio svoj uticaj da promoviše Torove književne napore. Neki od Torovih prvih radova objavljeni su u časopisu The Dial, transcendentalističkom časopisu. A Emerson je dao Torou pristup zemljama koje će inspirisati jedno od njegovih najvećih dela.

### Valden Pond
Toro je 1845. godine sagradio mali dom na jezeru Valden, na imanju u vlasništvu Emersona. Tamo je proveo više od dve godine. Tražeći jednostavniji tip života, Toro je preokrenuo uobičajenu rutinu vremena. Eksperimentisao je sa radom što je manje moguće, umesto da se bavio šablonom od šest dana uz jedan slobodan dan. Ponekad je Toro radio kao geodet ili u fabrici olovaka. Osećao je da mu je ovaj novi pristup pomogao da izbegne bedu koju je video oko sebe. „Masa muškaraca živi živote tihog očaja“, jednom je napisao Toro.
Njegov raspored dao mu je dovoljno vremena da se posveti svojim filozofskim i književnim interesima. Toro je radio na Nedelje na rekama Konkord i Merimak (1849). Knjiga je nastala putovanjem na brodu koji je 1839. godine krenuo sa bratom Džonom. Toro je na kraju počeo da piše i o svom eksperimentu sa Valden Pondom. Mnogi su bili znatiželjni prema njegovom revolucionarnom načinu života, a ovo interesovanje je stvorilo kreativnu iskru za zbirku eseja. Objavljeno 1854, Valden; ili, Život u šumi je prihvatio život u blizini prirode. Knjiga je postigla skroman uspeh, ali tek mnogo kasnije knjiga je dosegla širu publiku. Tokom godina, Valden je inspirisao i informisao rad prirodnjaka, ekologa i pisaca.
Dok je živeo kod jezera Valden, Toro se takođe susreo sa zakonom. Proveo je noć u zatvoru nakon što je odbio da plati porez na biralište. Ovo iskustvo navelo ga je da napiše jedan od svojih najpoznatijih i najuticajnijih eseja „Građanska neposlušnost“ (poznat i kao „Otpor civilnoj vlasti“). Toro je imao duboka politička shvatanja, suprotstavljajući se ropstvu i meksičko-američkom ratu. Dao je snažne argumente za postupanje po savesti i ne slepo sleđenje zakona i vladine politike. „Jedina obaveza koju imam pravo da preuzmem je da radim u bilo kom trenutku ono što smatram ispravnim“, napisao je.
Od svog objavljivanja 1849. godine, „Građanska neposlušnost“ inspirisala je mnoge vođe protestnih pokreta širom sveta. Ovaj nenasilni pristup političkom i socijalnom otporu uticao je na aktivistu američkog pokreta za građanska prava Martina Lutera Kinga mlađeg i Mahatmu Gandija, koji su, među mnogima, pomogli Indiji da stekne nezavisnost od Velike Britanije.

### Kasnije godine
Nakon što je napustio Valden Pond, Toro je proveo neko vreme čuvajući Emersonovu kuću dok je bio na turneji u Engleskoj. I dalje fasciniran prirodom, Toro je svoja zapažanja o biljnom i divljem svetu zapisao u rodnom Konkordu i na svojim putovanjima. Nekoliko puta je posetio šumu Mejna i obalu Kejp Koda.
Toro je takođe ostao posvećeni abolicionista do kraja svog života. Da bi podržao svoj cilj, napisao je nekoliko dela, uključujući esej „Ropstvo u Masačusetsu“ iz 1854. godine. Toro je takođe hrabro zastupao kapetana Džona Brauna, radikalnog abolicionistu koji je vodio ustanak protiv ropstva u Virdžiniji. On i njegove pristalice napali su savezni arsenal u Harpers Feriju da bi se naoružali u oktobru 1859, ali njihov plan je osujećen. Povređeni Braun je kasnije osuđen za izdaju i usmrćen zbog svog zločina. Toro je ustao da ga brani govorom „Molba za kapetana Džona Brauna“, nazivajući ga „anđelom svetlosti“ i „najhrabrijim i najhumanijim čovekom u celoj zemlji“.

### Smrt
U kasnijim godinama, Toro se borio sa bolešću koja ga je mučila decenijama. Imao je tuberkulozu od koje je oboleo decenijama ranije. Da bi obnovio zdravlje, Toro je otišao u Minesotu 1861. godine, ali putovanje nije poboljšalo njegovo stanje. Napokon je podlegao bolesti 6. maja 1862. Toro je u nekim od svojih čitulja najavljivan kao „originalni mislilac“ i „čovek jednostavnog ukusa, čvrstih navika i nadnaravne moći posmatranja“.
Dok su drugi pisci iz njegovog vremena nestali u mraku, Toro je izdržao jer je toliko toga o čemu je pisao i danas relevantno. Njegova pisanja o vladi bila su revolucionarna, a neki su ga nazivali ranim anarhistom. Torova proučavanja prirode bila su podjednako radikalna na svoj način, što mu je donelo ime „otac ekologije“. A njegovo glavno delo, Valden, ponudio je zanimljiv protivotrov za život u modernoj trci pacova.

### Seksualnost i odnosi
Toro se nikada nije ženio i bio je bez dece. Trudio se da sebe prikaže kao asketskog puritanca. Međutim, njegova seksualnost je dugo bila predmet nagađanja, uključujući i njegove savremenike. Kritičari su ga nazivali heteroseksualnim, homoseksualnim ili aseksualnim. Nema dokaza koji ukazuju na to da je bio u fizičkim odnosima sa bilo kim, muškarcem ili ženom. Neki naučnici sugerišu da se kroz njegova dela provlače homoerotska osećanja i zaključili su da je homoseksualac. Elegiju „Simpatija“ inspirisao je jedanaestogodišnji Edmund Sevel, sa kojim je 1839. pešačio pet dana. Jedan naučnik sugeriše da je pesmu napisao Edmundu jer nije mogao da se napiše Edmundovoj sestri, a drugi da su Torova „emocionalna iskustva sa ženama obeležena pod kamuflažom muških zamenica“, drugi naučnici ovo odbacuju. Tvrdilo se da je dugačak paean u Valdenu do francusko-kanadskog drvoseče Aleksa Terijena, koji uključuje aluzije na Ahila i Patrokla, izraz sukobljene želje. U nekim Torovim spisima postoji osećaj tajnog sebe. 1840. godine u svom časopisu piše: "Moj prijatelj je izvinjenje za moj život. U njemu su prostori koje moja orbita prelazi". Toro je bio pod snažnim uticajem moralnih reformatora njegovog doba, a ovo je možda ulilo teskobu i krivicu zbog seksualne želje.

## Politika
Toro je bio žestoko protiv ropstva i aktivno je podržavao abolicionistički pokret. Učestvovao je kao dirigent u Podzemnoj železnici, držao predavanja koja su napadala Zakon o odbeglim robovima, a suprotno tadašnjem popularnom mišljenju, podržavao je lidera radikalne abolicionističke milicije Džona Brauna i njegovu stranku. Dve nedelje nakon zlosretnog prepada na Harpers Feriju i u nedeljama koje su prethodile Braunovom pogubljenju, Toro je održao govor građanima Konkorda u Masačusetsu, u kojem je američku vladu uporedio sa Pontijem Pilatom i uporedio Braunovo pogubljenje sa raspećem Isusa Hrista:
Pre nekih osamnaest stotina godina Hristos je razapet; jutros je, možda, kapetan Braun obešen. To su dva kraja lanca koji nije bez svojih karika. On više nije Stari Braun; on je anđeo svetlosti.
U Poslednjim danima Džona Brauna, Toro je reči i dela Džona Brauna opisao kao plemenite i primer junaštva. Pored toga, žalio je urednike novina koji su Brauna i njegovu šemu smatrali „ludima“.
Toro je bio zagovornik ograničene vlade i individualizma. Iako se nadao da će čovečanstvo potencijalnim putem poboljšanja moći imati onu vrstu vlade koja „uopšte ne upravlja“, distancirao se od savremenih „ne-vladinih ljudi“ (anarhista), napisavši: „Tražim, ne odjednom da nijedna vlada ne vlada, ali da odjednom vlada bolja vlada.“
Toro je evoluciju od apsolutne monarhije do ograničene monarhije smatrao demokratijom kao „napredak ka istinskom poštovanju pojedinca“ i teoretizovao o daljim poboljšanjima „ka priznavanju i organizovanju ljudskih prava.“ Ponavljajući ovo uverenje, nastavio je sa pisanjem: „Nikada neće biti zaista slobodne i prosvećene države sve dok država ne prepozna pojedinca kao višu i nezavisnu silu, iz koje proističu sve njene moći i autoritet, i da se prema njemu lepo ophodi."
Na toj osnovi bi Toro mogao tako snažno da se protivi britanskoj administraciji i katoličanstvu u Kanadi. Toro je tvrdio da je despotski autoritet slomio osećaj domišljatosti i preduzimljivosti; kanadski stanovnici su se, prema njegovom mišljenju, sveli na neprestano dečje stanje. Ignorišući nedavne pobune, on je tvrdio da neće biti revolucije u dolini reke Sveti Lorens.
Iako je Toro verovao da otpor nepravedno izvršenom autoritetu može biti i nasilan (što je prikazano u njegovoj podršci Džonu Braunu) i nenasilni (njegov sopstveni primer poreskog otpora prikazan u Otporu građanskoj vladi), on je smatrao da je pacifističko neopiranje iskušenje pasivnosti, pisao je: „Neka naš mir ne bude proglašen rđom na našim mačevima ili našom nesposobnošću da ih izvučemo iz korica; već neka ima barem toliko posla na rukama da te mačeve održi svetlim i oštrim.“ Dalje, u formalnoj debati o liceju 1841. godine, on je raspravljao o temi „Da li je ikada prikladno pružiti prisilni otpor?“, Tvrdeći potvrdno.
Isto tako, njegova osuda meksičko-američkog rata nije proizašla iz pacifizma, već zato što je smatrao da je Meksiko „nepravedno pregažen i pokoren od strane vojske“ kao sredstvo za proširenje ropske teritorije.

Toro je bio ambivalentan prema industrijalizaciji i kapitalizmu. S jedne strane, trgovinu je smatrao „neočekivano samopouzdanom i spokojnom, avanturističkom i neumornom“ i izrazio je divljenje povezanom kosmopolitizmu, napisavši:
Osvežavam se i proširujem kad teretni voz zagrmi pored mene i osećam prodavnice koje oduzimaju svoje mirise sve od Long Varfa do jezera Čamplejn, podsećajući me na strane delove, koralne grebene i Indijski okean i tropske klime, i obim globusa. Više se osećam kao građanin sveta pri pogledu na palmin list koji će sledećeg leta prekriti toliko lanenih glava Nove Engleske.
S druge strane, omalovažavao je fabrički sistem:
Ne mogu da verujem da je naš fabrički sistem najbolji način na koji muškarci mogu dobiti odeću. Stanje operativaca svakim danom postaje sve sličnije Englezima; i to se ne može čuditi, jer, koliko sam čuo ili primetio, glavni cilj nije da čovečanstvo može biti dobro i iskreno odeveno, već, nesumnjivo, da se korporacije mogu obogatiti.
Toro je takođe favorizovao bioregionalizam, zaštitu životinja i divljih područja, slobodnu trgovinu i oporezivanje škola i autoputeva. Nije odobravao potčinjavanje Indijanaca, ropstvo, tehnološki utopizam, konzumerizam, filistinizam, masovnu zabavu i neozbiljne primene tehnologije.

## Intelektualni interesi, uticaji i afiniteti

### Indijski sveti tekstovi i filozofija
Toro je bio pod uticajem indijske duhovne misli. U Valdenu ima mnogo otvorenih referenci na svete tekstove u Indiji. Na primer, u prvom poglavlju („Ekonomija“) on piše: „Koliko je Bagavat-Gita divnija od svih ruševina Istoka!“ Američka filozofija: Enciklopedija ga svrstava u jednu od nekoliko figura koje „zauzeo panteistički ili pandeistički pristup odbacujući poglede na Boga kao odvojenog od sveta“, takođe karakteristiku hinduizma.

Dalje, u „Ribnjaku zimi“ on poistovećuje Valden Pond sa svetom rekom Gang, pišući:
Ujutro kupam svoj intelekt u neverovatnoj i kosmogonalnoj filozofiji Bhagvat Geete od čijeg su sastava protekle godine bogova i u poređenju sa kojim naš savremeni svet i njegova književnost deluju škrto i trivijalno; i sumnjam da se ta filozofija ne može odnositi na prethodno stanje postojanja, toliko je udaljena njena uzvišenost od naših shvatanja. Odložim knjigu i odem do svog izvora po vodu, i eto! Tamo srećem slugu Bramina, sveštenika Brahme i Višnua i Indru, koji i dalje sedi u svom hramu na Gangu čitajući Vede, ili boravi u korenu drveta sa svojom koricom i bokalom za vodu. Upoznajem njegovog slugu kako dolazi da crpi vodu za svog gospodara i naše kante kao da su naribane u isti bunar. Čista voda Valdena pomešana je sa svetom vodom Ganga.
Toro je bio svestan da su njegove slike Ganga mogle biti činjenične. Pisao je o berbi leda na jezeru Valden. I znao je da trgovci ledom iz Nove Engleske dopremaju led u strane luke, uključujući Kalkutu.
Pored toga, Toro je sledio razne hinduističke običaje, uključujući dijetu koja se uglavnom sastojala od pirinča („Bilo je u redu da uglavnom živim od pirinča, koji je toliko voleo indijsku filozofiju.“ ), sviranja flaute (podsećalo ga na omiljena muzička zabava Krišne) i jogu.

U pismu iz 1849. godine svom prijatelju H.G.O. Blejku, pisao je o jogi i njenom značenju za njega:
Slobodni na ovom svetu kao ptice u vazduhu, odvojene od svih vrsta lanaca, oni koji se bave jogom okupljaju u Brahmi određene plodove svojih dela. Zavisi od toga da bih, nepristojan i neoprezan kakav jesam, bio sklon vernom vežbanju joge. Jogi, zaokupljen kontemplacijom, svojim stepenom doprinosi stvaranju; udiše božanski parfem, čuje divne stvari. Božanski oblici ga prelaze ne razdirući ga, i ujedinjeni sa prirodom koja mu je svojstvena, on deluje kao oživljavanje izvorne materije. U određenoj meri, i u retkim intervalima, čak sam i ja jogi.
Toro je čitao savremena dela iz nove nauke o biologiji, uključujući dela Aleksandera fon Humbolta, Čarlsa Darvina i Ase Greja (najstariji američki saveznik Čarlsa Darvina). Toro je bio pod dubokim uticajem Humbolta, posebno njegovog dela Kosmos.

1859. Toro je kupio i pročitao Darvinovo O poreklu vrsta. Za razliku od mnogih prirodnih istoričara u to vreme, uključujući Luisa Agasiza koji se javno suprotstavio darvinizmu u korist statičnog pogleda na prirodu, Toro je bio oduševljen teorijom evolucije i prirodnom selekcijom i podržao je, navodeći:
Teorija razvoja podrazumeva veću vitalnu silu u prirodi, jer je fleksibilnija i prilagodljivija i ekvivalentna nekoj vrsti stalnog novog stvaranja. (Nakon ove rečenice sledi citat iz knjige „O poreklu vrsta“).

## Uticaj
Ipak, Torovi radovi su uticali na mnoge javne ličnosti. Politički lideri i reformatori poput Mahatme Gandija, američkog predsednika Džona F. Kenedija, američkog aktiviste za građanska prava Martina Lutera Kinga mlađeg, sudiju Vrhovnog suda SAD Vilijama O. Daglasa i ruskog autora Lava Tolstoja. Svi su govorili su o tome da su Torovi radovi snažno uticali na njih, posebno Građanska neposlušnost, kao i „desni teoretičar Frank Čodorov [koji] je čitav broj svog mesečnika „Analiza“ posvetio uvažavanju Toroa“.

Ken Kifer, Analysis and Notes on Walden: Henry Thoreau's Text with Adjacent Thoreauvian Commentary
Martin Luter King mlađi je u svojoj autobiografiji primetio da je njegov prvi susret sa idejom nenasilnog otpora bio čitanje knjige "O građanskoj neposlušnosti" 1944. godine dok je pohađao koledž Morhaus. U svojoj autobiografiji napisao je da je
Evo, kada sam se upoznao sa ovim hrabrim stanovnikom Nove Engleske koji je odbio da plati porez i umesto toga odabere zatvor, umesto da podrži rat koji će proširiti teritoriju ropstva u Meksiku, tada sam uspostavio prvi kontakt sa teorijom nenasilnog otpora. Fasciniran idejom da odbijam saradnju sa zlim sistemom, bio sam toliko duboko dirnut da sam nekoliko puta ponovo pročitao delo. Uverio sam se da je nesaradnja sa zlom jednako moralna obaveza koliko i saradnja sa dobrim. Nijedna druga osoba nije bila elokventnija i strasnija u prenošenju ove ideje od Henri Dejvid Toroa. Kao rezultat njegovog pisanja i ličnog svedočenja, naslednici smo nasledstva kreativnog protesta. Torova učenja su oživela u našem pokretu za građanska prava; zaista su življi nego ikad pre. Bilo da je to izraženo u zasedanju za šankovima, rukovanju slobodom u Misisipiju, mirnom protestu u Olbaniju u državi Džordžija, bojkotu autobusa u Montgomeriju u Alabami, ovo su izdanci Torovog insistiranja da se zlu mora odupreti i da nijedan moralni čovek ne može strpljivo da se prilagodi nepravdi.
Američki psiholog B. F. Skiner napisao je da je u mladosti sa sobom nosio kopiju Toroovog Valdena. 1945. napisao je Valden 2, izmišljenu utopiju o 1.000 članova zajednice koji žive zajedno inspirisana Torovim životom. Toro i njegovi kolege transcendentalisti iz Konkorda bili su glavna inspiracija kompozitora Čarlsa Ivesa.
Torove ideje uticale su i odjeknule različitim vrstama anarhističkog pokreta, pri čemu ga je Ema Goldman nazivala „najvećim američkim anarhistom“. Zeleni anarhizam i anarho-primitivizam posebno su iz dela Toroa izvukli su inspiraciju i ekološka gledišta. Džon Zerzan je uvrstio Torov tekst „Izleti“ (1863) u svoju uređenu zbirku dela u anarho-primitivističkoj tradiciji pod naslovom Protiv civilizacije: čitanja i razmišljanja. Pored toga, Marej Rotbard, osnivač anarho-kapitalizma, smatra da je Toro bio jedan od „velikih intelektualnih heroja“ njegovog pokreta. Toro je takođe imao važan uticaj na anarhistički naturizam krajem 19. veka. Globalno, Torovi koncepti takođe su imali značaj u individualističkim anarhističkim krugovima u Španiji, Francuskoj, i Portugaliji.

## Dela
- The Service (1840)
- A Walk to Wachusett (1842)
- Paradise (to be) Regained (1843)
- The Landlord (1843)
- Sir Walter Raleigh (1844)
- Herald of Freedom (1844)
- Wendell Phillips Before the Concord Lyceum (1845)
- Reform and the Reformers (1846-8)
- Thomas Carlyle and His Works (1847)
- A Week on the Concord and Merrimack Rivers (1849) „A Week on the Concord and Merrimack Rivers from Project Gutenberg”. Архивирано из оригинала 26. 12. 2007. г.
- Resistance to Civil Government, or Civil Disobedience (1849)
- An Excursion to Canada (1853)
- Slavery in Massachusetts (1854)
- Walden (1854)
- A Plea for Captain John Brown (1859)
- Remarks After the Hanging of John Brown (1859)
- The Last Days of John Brown (1860)
- Walking (1861) „Walking from Project Gutenberg”. Архивирано из оригинала 26. 12. 2007. г.
- Autumnal Tints (1862)
- Wild Apples: The History of the Apple Tree (1862)  https://web.archive.org/web/20071226192031/http://onlinebooks.library.upenn.edu/webbin/gutbook/lookup?num=4066. Архивирано из оригинала 26. 12. 2007. г. Недостаје или је празан параметар |title= (помоћ)
- Excursions (1863)
- Life Without Principle (1863)
- Night and Moonlight (1863)
- The Highland Light (1864)
- Poštanska marka iz 1967. u čast ToroaThe Maine Woods (1864) „Thoreau's Maine Woods - an annotated edition”. Архивирано из оригинала 28. 08. 2008. г.
- Cape Cod (1865) „Thoreau's Cape Cod - an annotated edition”. Архивирано из оригинала 23. 10. 2008. г.
- Letters to Various Persons (1865)
- A Yankee in Canada, with Anti-Slavery and Reform Papers (1866)
- Early Spring in Massachusetts (1881)
- Summer (1884)
- Winter (1888)
- Autumn (1892)
- Misellanies (1894)
- Familiar Letters of Henry Dejvid Toro (1894)
- Poems of Nature (1895)
- Some Unpublished Letters of Henry D. and Sophia E. Toro (1898)
- The First and Last Journeys of Toro (1905)
- Journal of Henry Dejvid Toro (1906)„The Walden Woods Projects Thoreau Institute Writings”. Архивирано из оригинала 09. 02. 2008. г.

## Literatura
- Henry David Thoreau (1985).  Robert F. Sayre, ур. A Week, Walden, The Maine Woods, Cape Cod. Library of America. ISBN 978-0-940450-27-1.
- Henry David Thoreau (2001).  Elizabeth Hall Witherell, ур. Collected Essays and Poems. Library of America. ISBN 978-1-883011-95-6.
- Henry David Thoreau. The Price of Freedom: Excerpts from Toro's Journals. ISBN 978-1-4348-0552-2.
- Bode, Carl (1967). Best of Thoreau's Journals. Southern Illinois University Press.
- Botkin, Daniel. No Man's Garden.
- Dassow Walls, Laura (1995). Seeing New Worlds: Henry David Thoreau and 19th Century Science. University of Wisconsin Press. ISBN 978-0-299-14740-2.
- Dean, Bradley P. ed., Letters to a Spiritual Seeker. New York: W. W. Norton & Company, 2004.
- Harding, Walter (1982). The Days of Henry Thoreau. Princeton University Press.
- „The Influence of Toro's "Civil Disobedience" on Gandhi's Satyagraha”.. The New England Quarterly. 1956.
- Howarth, William (1982). The Book of Concord: Thoreau's Life as a Writer. Viking Press. ISBN 9780670237067.
- Meyerson, Joel;  . (1995). The Cambridge Companion to Henry David Thoreau. Cambridge University Press.
- Nash, Roderick. Henry Dejvid Toro, Philosopher.
- Parrington, Vernon. „Main Current in American Thought”. Архивирано из оригинала 01. 09. 2006. г.. V 2 online. 1927.
- Petroski, Henry. „H. D. Toro, Engineer”. American Heritage of Invention and Technology. 5 (2): 8—16.

## Spoljašnje veze
- „Toro's Life & Writings”. Архивирано из оригинала 11. 04. 2010. г., at the Toro Institute at Walden Woods.
- Henry David Thoreau на сајту Пројекат Гутенберг (језик: енглески). Text and HTML.
- Works by Henry Dejvid Toro at Internet Archive. Scanned books.
- „Poems of Toro”. Архивирано из оригинала 18. 01. 2012. г.
- This Date From Henry Dejvid Toro's Journal
- Who He Was & Why He Matters — by Randall Conrad
- The Toro Society
- Stanford Encyclopedia of Philosophy entry
- „Stephen Ells's Toro research ians”. Архивирано из оригинала 04. 08. 2004. г.